# Phasia piceipes
Phasia piceipes är en tvåvingeart som först beskrevs av Wulp 1892.  Phasia piceipes ingår i släktet Phasia och familjen parasitflugor. Inga underarter finns listade i Catalogue of Life.